# Colgate-Palmolive
The Colgate-Palmolive Company, är ett amerikanskt multinationellt tillverkningsföretag med huvudkontor i New York i New York. Det är världens största företag inom oral care, det vill säga tandkräm, tandborstar, tandtråd, tandstickor och munvatten. Det marknadsför även läkemedel, bland annat mot hög kariesaktivitet (ett fluorlack och en högfluortandkräm). Colgate-Palmolive tillverkar dessutom bland annat tvål, dusch- och rakprodukter och tvättmedel. Produkterna säljs i nästan 200 länder.
The Colgate Company, som grundades 1806, tillverkade den första tandkrämen 1877. The Colgate Company och Palmolive-Peet gick ihop 1928 och bildade The Colgate-Palmolive Peet Company. Samma år etablerades Colgate-Palmolive i Sverige med Palmolive-tvålen som första produkt.